# 店子沟遗址
店子沟遗址，位于中国甘肃省宁县，为一个省级文物保护单位，类型为古遗址。
店子沟遗址的历史年代为新石器时代。